# Beaumont Chase
Beaumont Chase is een civil parish in het bestuurlijke gebied Rutland, in het Engelse graafschap Rutland.